# Loma del Chivo
Loma del Chivo är en ort i Mexiko.   Den ligger i kommunen Tres Valles och delstaten Veracruz, i den sydöstra delen av landet, 300 km öster om huvudstaden Mexico City. Loma del Chivo ligger 43 meter över havet och antalet invånare är 107.
Terrängen runt Loma del Chivo är mycket platt. Runt Loma del Chivo är det ganska tätbefolkat, med 75 invånare per kvadratkilometer. Närmaste större samhälle är Nuevo Paso Nazareno, 16,9 km väster om Loma del Chivo. Omgivningarna runt Loma del Chivo är en mosaik av jordbruksmark och naturlig växtlighet.